# مرحله مقدماتی جام جهانی فوتبال ۲۰۰۶ (اروپا)
منطقهٔ اروپایی مقدماتی جام جهانی فوتبال، برای جام جهانی فوتبال ۲۰۰۶ شامل ۵۱ تیم در ۷ سید بوده‌است. گروه‌بندی مسابقات نیز به صورت ۳ گروه ۷ تیمه و ۵ گروه ۶ تیمه انجام شد. در پایان، تیم‌های ملی فوتبال هلند، اوکراین، پرتغال، فرانسه، ایتالیا، انگلستان، صربستان و مونته‌نگرو، کرواسی، لهستان، سوئد، اسپانیا، سوئیس، جمهوری چک و آلمان (به عنوان میزبان) توانستند جواز حضور در رقابت‌های جام جهانی فوتبال ۲۰۰۶ را بگیرند. برترین گل‌زن این مجموعه مسابقات نیز پائولتا، مهاجم فوتبال اهل پرتغال بوده‌است.

## تیم‌های راه‌یافته
۱۴ تیم زیر از یوفا، برای مسابقات نهایی واجد شرایط بودند.
| تیم                 | نجوهٔ صعود           | تاریخ صعود     | حضورهای پیشین در جام جهانی فوتبال                                                             |
| ------------------- | ------------------- | -------------- | --------------------------------------------------------------------------------------------- |
| آلمان               | میزبان              | ۶ ژوئیه ۲۰۰۰   | ۱۵ (۱۹۳۴، ۱۹۳۸، ۱۹۵۴، ۱۹۵۸، ۱۹۶۲، ۱۹۶۶، ۱۹۷۰، ۱۹۷۴، ۱۹۷۸، ۱۹۸۲، ۱۹۸۶، ۱۹۹۰، ۱۹۹۴، ۱۹۹۸، ۲۰۰۲) |
| هلند                | صدرنشین گروه ۱      | ۸ اکتبر ۲۰۰۵   | ۷ (۱۹۳۴، ۱۹۳۸، ۱۹۷۴، ۱۹۷۸، ۱۹۹۰، ۱۹۹۴، ۱۹۹۸)                                                  |
| اوکراین             | صدرنشین گروه ۲      | ۳ سپتامبر ۲۰۰۵ | ۰ (نخستین)                                                                                    |
| پرتغال              | صدرنشین گروه ۳      | ۸ اکتبر ۲۰۰۵   | ۳ (۱۹۶۶، ۱۹۸۶، ۲۰۰۲)                                                                          |
| فرانسه              | صدرنشین گروه ۴      | ۱۲ اکتبر ۲۰۰۵  | ۱۱ (۱۹۳۰، ۱۹۳۴، ۱۹۳۸، ۱۹۵۴، ۱۹۵۸، ۱۹۶۶، ۱۹۷۸، ۱۹۸۲، ۱۹۸۶، ۱۹۹۸، ۲۰۰۲)                         |
| ایتالیا             | صدرنشین گروه ۵      | ۸ اکتبر ۲۰۰۵   | ۱۵ (۱۹۳۴، ۱۹۳۸، ۱۹۵۰، ۱۹۵۴، ۱۹۶۲، ۱۹۶۶، ۱۹۷۰، ۱۹۷۴، ۱۹۷۸، ۱۹۸۲، ۱۹۸۶، ۱۹۹۰، ۱۹۹۴، ۱۹۹۸، ۲۰۰۲) |
| انگلستان            | صدرنشین گروه ۶      | ۸ اکتبر ۲۰۰۵   | ۱۲ (۱۹۵۰، ۱۹۵۴، ۱۹۵۸، ۱۹۶۲، ۱۹۶۶، ۱۹۷۰، ۱۹۸۲، ۱۹۸۶، ۱۹۹۰، ۱۹۹۸، ۲۰۰۲)                         |
| صربستان و مونته‌نگرو | صدرنشین گروه ۷      | ۱۲ اکتبر ۲۰۰۵  | ۹ (۱۹۳۰، ۱۹۵۰، ۱۹۵۴، ۱۹۵۸، ۱۹۶۲، ۱۹۷۴، ۱۹۸۲، ۱۹۹۰، ۱۹۹۸)                                      |
| کرواسی              | صدرنشین گروه ۸      | ۸ اکتبر ۲۰۰۵   | ۲ (۱۹۹۸، ۲۰۰۲)                                                                                |
| لهستان              | برترین تیم دوم گروه | ۸ اکتبر ۲۰۰۵   | ۶ (۱۹۳۸، ۱۹۷۴، ۱۹۷۸، ۱۹۸۲، ۱۹۸۶، ۲۰۰۲)                                                        |
| سوئد                | برترین تیم دوم گروه | ۸ اکتبر ۲۰۰۵   | ۱۰ (۱۹۳۴، ۱۹۳۸، ۱۹۵۰، ۱۹۵۸، ۱۹۷۰، ۱۹۷۴، ۱۹۷۸، ۱۹۹۰، ۱۹۹۴، ۲۰۰۲)                               |
| اسپانیا             | برندگان پلی‌آف       | ۱۶ نوامبر ۲۰۰۵ | ۱۱ (۱۹۳۴، ۱۹۵۰، ۱۹۶۲، ۱۹۶۶، ۱۹۷۸، ۱۹۸۲، ۱۹۸۶، ۱۹۹۰، ۱۹۹۴، ۱۹۹۸، ۲۰۰۲)                         |
| سوئیس               | برندگان پلی‌آف       | ۱۶ نوامبر ۲۰۰۵ | ۷ (۱۹۳۴، ۱۹۳۸، ۱۹۵۰، ۱۹۵۴، ۱۹۶۲، ۱۹۶۶، ۱۹۹۴)                                                  |
| چک                  | برندگان پلی‌آف       | ۱۶ نوامبر ۲۰۰۵ | ۸ (۱۹۳۴، ۱۹۳۸، ۱۹۵۴، ۱۹۵۸، ۱۹۶۲، ۱۹۷۰، ۱۹۸۲، ۱۹۹۰)                                            |